# Александровка (Цильнинський район)
Александровка (рос. Александровка) — присілок в Цильнинському районі Ульяновської області Російської Федерації.
Населення становить 0 осіб. Входить до складу муніципального утворення Єлховоозерське сільське поселення.

## Історія
Від 2004 року входить до складу муніципального утворення Єлховоозерське сільське поселення.

## Населення
| 2010 |
| ---- |
| 0    |